# 45 mm armata przeciwpancerna wz. 1942 (M-42)
45 mm armata przeciwpancerna wz. 1942 (M-42) (ros. 45-мм противотанковая пушка образца 1942 года, М-42) – radziecka holowana armata przeciwpancerna.
Armata wz. 1942 została opracowana z użyciem podzespołów starszej armaty przeciwpancernej wz. 1937. Nowa była lufa, dłuższa niż w armacie wz. 1937, i tarcza o grubości zwiększonej z 4,5 do 7 mm. Wprowadzono także drobne zmiany w konstrukcji łoża, co pozwoliło zwiększyć produkcję. Dzięki wydłużeniu lufy przebijalność pancerza znajdującego się pod kątem 60° wynosiła 61 mm z odległości 500 m i 51 mm z odległości 1000 m.
Armata M-42 została skonstruowana w Fabryce nr 172. Produkcję tego typu dział rozpoczęto w 1943 roku, ale miała ona mniejszą skalę niż w przypadku dział wz. 1937, ponieważ rozpoczęto produkcję  57 mm armaty ppanc ZiS-2. Pomimo gorszych od ZISa-2 parametrów, produkcji dział kalibru 45 mm nie wstrzymano całkowicie, ponieważ były nadal w stanie skutecznie zwalczać lżejsze typy czołgów niemieckich. Ostatecznie produkcję dział M-42 zakończono w połowie 1945 roku po wyprodukowaniu 10 843 dział.
Armata M-42 miała łoże kołowe, dwuogonowe i zamek klinowy półautomatyczny. Trakcja konna lub mechaniczna.
Armata przeciwpancerna wz. 1942 znajdowała się na uzbrojeniu Wojska Polskiego.
| Produkcja armat przeciwpancernych M-42 |      |      |      |        |
| Rok                                    | 1943 | 1944 | 1945 | Razem  |
| Wyprodukowano                          | 4151 | 4628 | 2064 | 10 843 |